# Düttling
Düttling ist der kleinste Ortsteil der Stadt Heimbach im Kreis Düren. Der Ort hat knapp 100 Einwohner.

## Geographie
Düttling ist der südlichste Ort im Kreis Düren und liegt auf dem waldreichen Höhenzug Kermeter im Naturpark Nordeifel. Der Ort liegt auf 390 m ü. NHN. In Düttling liegt auch die Wildniswerkstatt des Nationalparks Eifel, der direkt an den Ort angrenzt.
Neben Düttling liegen Bergbuir, Glehn (Stadt Mechernich), Gemünd und Wolfgarten (Stadt Schleiden) und Hergarten.

## Geschichte

### Namensherkunft
Erste Besiedlungen sind bereits zur Zeit der Römer erfolgt. Daher könnte auch der Ortsname stammen, und zwar von dem lateinischen tutela = Schutzbefestigung. Als Dudelingen wird der Ort erstmals 1181 als Besitztum der Abtei Siegburg erwähnt. Düttling wird im Jahre 1213 Dudellinge, 1508 Dotteling und 1543 Duydlingen genannt.

### Kirche
1789 wurde die erste Kapelle zu Ehren des hl. Donatus erbaut. Sie wurde 1916 abgebrochen und 1935 durch eine neue Kapelle ersetzt. Die Schutzpatronin der Kapelle ist die hl. Apollonia, die als Schutzpatronin bei Zahnschmerzen gilt.

### Neugliederung
Die Stadt Heimbach kam mit allen Stadtteilen am 1. Januar 1972 vom Kreis Schleiden zum Kreis Düren und wurde mit der Stadt Nideggen zusammengeschlossen. Am 4. August 1972 entschied das Oberverwaltungsgericht in Münster, dass Heimbach wieder eine eigenständige Kommune wird.

## Wirtschaft
Düttling war schon immer ein landwirtschaftlich geprägter Ort. Aber nach 1735 hat es in und um den Ort fünf Bergwerke gegeben, in denen in geringen Mengen Eisenerz und Blei abgebaut wurde.

## Verkehr und Touristik
Durch Düttling verläuft die Bundesstraße 265.
Der öffentliche Personennahverkehr wird durch Busse der AVV-Linie 231 des Rurtalbus sichergestellt. Bis zum 31. Dezember 2019 wurde diese Linie vom BVR Busverkehr Rheinland bedient. Zusätzlich verkehrt wochentags ein Bürgerbus.
| Linie | Verlauf |
| ----- | --- |
| 231   | Froitzheim – Ginnick – Embken – Wollersheim – Vlatten – Heimbach Bf – (Hasenfeld – Schwammenauel – Kermeter – Urfttalsperre/Hastenbach / Abtei Mariawald) / (Hergarten – Düttling) – Wolfgarten – Gemünd – Nierfeld – Olef – Schleiden |
| BBH   | Bürgerbus Heimbach: Düttling – Hergarten (– Vlatten) – Heimbach Volksbank (– Kloster Mariawald) – Heimbach Bf – Hasenfeld |

Durch den Ort führt der Radwanderweg Eifel-Höhen-Route, die als Rundkurs um und durch den Nationalpark Eifel verläuft.

## Vereine, Vereinigungen
- Bürgerbusverein Heimbach
- Dorfgemeinschaft Düttling

## Sonstiges
- 1997 konnte sich Düttling im Wettbewerb Unser Dorf hat Zukunft auf Kreisebene platzieren.
- 1996 wurde ein Dorferneuerungsmaßnahme durchgeführt.